# Magnesia (unità periferica)
L'unità periferica di Magnesia (in greco Περιφερειακή Ενότητα Μαγνησίας?, Perifereiaké Enóteta Magnesías ) è una delle 73 unità periferiche della Grecia; è ricompresa nella periferia della Tessaglia e ha per capoluogo Volo.
È stata istituita nel 2011, quando il programma Callicrate, nel disporre la soppressione delle prefetture e la contestuale creazione delle unità periferiche, ha ripartito il territorio della prefettura di Magnesia tra l'unità periferica di Magnesia e quella delle Sporadi.

## Suddivisioni amministrative
L'unità periferica di Magnesia, secondo quanto disposto dal programma Callicrate, si suddivide in 5 comuni:
|                      |
| 1 - Volo             |
| Agria                |
| Aisonia              |
| Artemida             |
| Iolco                |
| Makrinitsa           |
| Nea Anchialos        |
| Nea Ionia            |
| Portaria             |
| 2 - Almyros          |
| Anavra               |
| Pteleos              |
| Sourpi               |
| 3 - Zagora-Mouressio |
| Zagora               |
| Mouresi              |
| 4 - Notio Pilio      |
| Argalasti            |
| Afetes               |
| Milea                |
| Sipiada              |
| Trikeri              |
| 5 - Rigas Feraios    |
| Feres                |
| Karla                |
| Keramidi             |